# Catherine Chidgey
Catherine Chidgey (n. 8 aprilie 1970, Auckland, Noua Zeelandă) este o scriitoare neozeelandeză.